# Trioza diospyri
Trioza diospyri är en insektsart som först beskrevs av William Harris Ashmead 1881.  Trioza diospyri ingår i släktet Trioza och familjen spetsbladloppor. Inga underarter finns listade i Catalogue of Life.